# Quando il canto è poesia
Testo in corsivo
Quando il canto diventa poesia è una compilation della Schola Cantorum, che venne pubblicata sul mercato discografico su etichetta Linea Tre/RCA in formato LP e musicassetta nel 1978.
Il brano Il mio amore viene presentato al Festival di Sanremo.

## Tracce

### Lato A
1. Il mio amore
2. Lella
3. Caterina
4. Alice
5. La mia musica
6. Calendario

### Lato B
1. Roma Capoccia
2. Pierrot
3. Le tre campane
4. La Luna
5. Questa sporca vita
6. Poesia